# Автошляхи Австрії

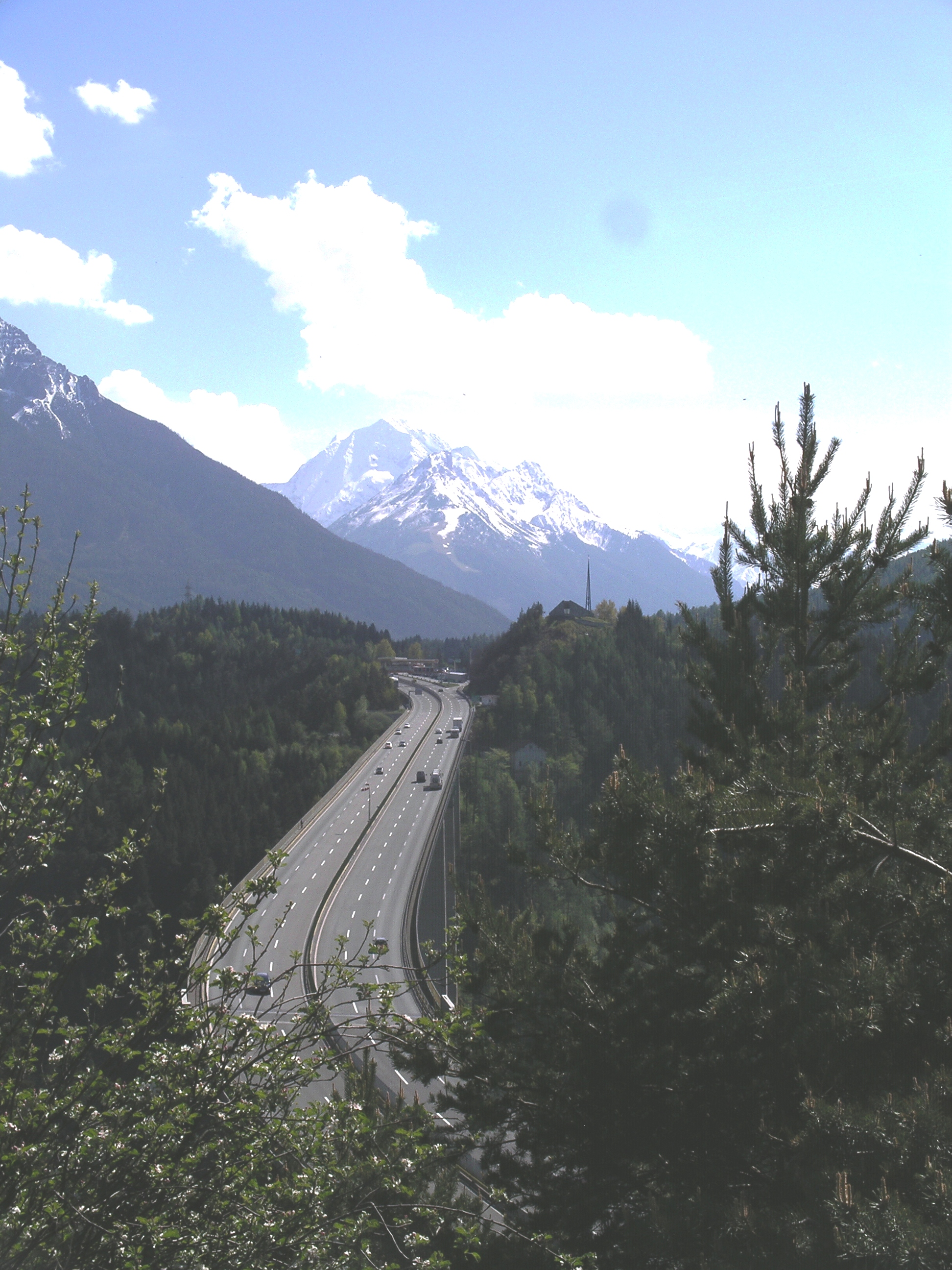
Автобан Бреннер біля Іннсбруку

Австрійські автобани — це автомагістралі в Австрії. Спочатку вони називалися Bundesstraßen A (Bundesautobahnen) під керівництвом уряду Австрії у відповідності з Федеральною постановою по шляхам  (Bundesstraßengesetz),, які не слід плутати з колишніми автомагістралями  Bundesstraßen, що підтримуються землями Австрії з 2002 року.

## Історія
Ідеї побудувати мережу автомагістралей з розв'язками з розмежуванням рівней було розроблено вже в 1920-х роках, включаючи «шосе Нібелунгів» вздовж Дунаю від Пассау до Відня і далі до Будапешту. Проте ці плани ніколи не були здійснені через тривалу економічну кризу, в яку потрапила країна після розпаду Австро-Угорщини в 1918 році, що посилилася Великою депресією.
Першим автобаном на території Австрії був Західний автобан від Зальцбурга до Відня. Будівництво розпочалося одразу після австрійського Аншлюса в 1938 р. (анексія Австрії) за наказом Адольфа Гітлера як продовження німецького  Reichsautobahn - Strecke 26  від Мюнхена (нинішний Bundesautobahn 8). Проте, тільки 16,8 км, в тому числі відгалуження запланованого Тауерн Автобан, було закінчено 13 вересня 1941 року. Будівельні роботи були припинені на наступний рік через Другу Світову Війну. Після війни затримка з боку радянських окупаційних сил, а також вимог, висунутих Західною Німеччиною до колишніх активів Reichsautobahn, перешкоджали відновленню будівництва до 1954 року.

Знак автобану

Будівництво розпочалося в зоні, окупованій США — Зальцбург і Верхня Австрія, частково спираючись на довоєнне планування, і розширене після того, як країна отримала повний суверенітет до 1955 року. Перша ділянка Західного Автобану до Мондзеє була відкрита в 1958 році, до 1967 року маршрут між Зальцбургом і Віднем / Віднем був завершений. З 1959 року Південний автобан був побудований до досягнення південних столиць земель Ґрац і Клагенфурт-ам-Вертерзе з Відня. Будівництво Автобану Тауерн не було відновлено до 1969 року. Автобан долини Інну у західній землі Тіроль був побудований з 1968 року і до сьогоднішнього дня не пов'язаний безпосередньо з головною мережею австрійських автобанів. Тому водії мають використовувати німецькі автобани BAB 8 і 93 вздовж Німецького кута.

## Система автобанів

Автобани Австрії та система швідкісних доріг. Синій = автобан, зелений = швідкисна дорога, пунктиром = плани або будівництво

Австрія налічує 18 автобанів, побудованих та підтримуваних з 1982 року самофінансуваною ASFINAG акціонерною компанією у Відні, яка повністю належить австрійській республіці та отримує дохід від плати за користування дорогою та зборів. Кожен маршрут має номер, а також офіційну назву з місцевим посиланням, яке, однак, не відображається на дорожніх знаках. Незвичайно для європейських країн, розв'язки між автомагістралями, які називаються Knoten (вузлами), пронумеровані за відстанню в кілометрах, починаючи з того, де починається маршрут; ця угода також використовується в Чехії, Словаччині, Угорщині, Іспанії, і більшості провінцій Канади (і в більшості американських, хоча і в милях). Поточна австрійська автобанна мережа має загальну довжину 1720 км.
Транзитний транспорт через головний ланцюг Альп, особливо на вантажних автомобілях, призвів до значного екологічного навантаження на крихку альпійську екосистему. Кілька груп дій закликають перенести наванження з автомобільного на залізничний транспорт. У 1991 році Австрія підписала Альпійську конвенцію про охорону довкілля.
| Номер            | Назва                          | Маршрут | Довжина (км) | Довжниа (милі) | Статус                                                            |
| ---------------- | ------------------------------ | --- | ------------ | -------------- | ----------------------------------------------------------------- |
| A1               | West Autobahn                  | Відень Пенцінг – Санкт-Пельтен – Лінц – Зальцбург – Вальс-Зіценгайм ( Німеччина Bundesautobahn 8)              | 292          | 181            | Відкритий                                                         |
| A2               | Süd Autobahn                   | Відень Інцерсдорф перехрестя (A23) – Вінер-Нойштадт – Ґрац – Клагенфурт – Арнольдштайн ( Італія Autostrada 23) | 377          | 234            | Відкритий                                                         |
| A3               | Südost Autobahn                | Гунтрамсдорф перехрестя (A2) – Айзенштадт перехрестя (S31)                                                     | 38           | 24             | Відкритий; Айзенштадт – Клінгенбах ( Угорщина M85): планується    |
| A4               | Ost Autobahn                   | Відень Ландштрассе – Швехат – Нікельсдорф ( Угорщина M1)                                                       | 66           | 41             | Відкритий                                                         |
| A5               | North Autobahn                 | Гросеберсдорф перехрестя (S1) – Волькерсдорф – Пойсдорф                                                        | 24           | 15             | Відкритий; Пойсдорф – Дразенхофен ( Чехія R52): планується        |
| A6               | Nordost Autobahn               | Брукнойдорф перехрестя – Кіттзе ( Словаччина D4)                                                               | 22           | 14             | Відкритий                                                         |
| A7               | Mühlkreis Autobahn             | Лінц перехрестя (A1) – Унтервайтерсдорф (з'єднання (S10) з Чехія D3 будується)                                 | 29           | 18             | Відкритий                                                         |
| A8               | Innkreis Autobahn              | Заттледт перехрестя (A1, A9) – Вельс – Зубен ( Німеччина Bundesautobahn 3)                                     | 76           | 47             | Відкритий                                                         |
| A9               | Pyhrn Autobahn                 | Заттледт перехрестя (A1, A8) – Ґрац – Шпильфельд (Штирія) ( Словенія A1)                                       | 230          | 140            | Відкритий; декілька двохстороннів тунелів                         |
| A10              | Tauern Autobahn                | Зальцбург перехрестя (A1) – Філлах перехрестя (A2, A11)                                                        | 193          | 120            | Відкритий                                                         |
| A11              | Karawanken Autobahn            | Філлах перехрестя (A2, A10) – Караванкенський тунель ( Словенія A2 motorway)                                   | 21           | 13             | Відкритий; один двосторонній тунель                               |
| A12              | Inn Valley Autobahn            | Куфштайн ( Німеччина Bundesautobahn 93) – Інсбрук – Цамс (Arlberg Schnellstraße (S16))                         | 153          | 95             | Відкритий                                                         |
| A13              | Brenner Autobahn               | Інсбрук перехрестя (A12) – Бреннер (перевал) ( Італія Autostrada 22)                                           | 35           | 22             | Відкритий                                                         |
| A14              | Rheintal/Walgau Autobahn       | Гербранц ( Німеччина Bundesautobahn 96) – Брегенц – Фельдкірх – Блуденц-Монтафон (Arlberg Schnellstraße (S16)) | 61           | 38             | Відкритий                                                         |
| A21              | Wiener Außenring Autobahn      | Альтленгбах перехрестя (A1) – Алланд – Фезендорф перехрестя (A2, S1)                                           | 38           | 24             | Відкритий                                                         |
| A22              | Donauufer Autobahn             | Відень Донауштадт перехрестя (A23) – Корнойбург – Штокерау перехрестя (S3, S5)                                 | 34           | 21             | Відкритий; Кайзермюлен – Зіммерінг перехрестя (A4): запропоновано |
| A23              | Autobahn Südosttangente Wien   | Відень Майдлінг – Відень Донауштадт                                                                            | 18           | 11             | Відкритий; Гірштеттен – Расдорф перехрестя (S1): планується       |
| A24              | Verbindungsspange Rothneusiedl | Відень перехрестя (A23) – Відень Фаворітен перехрестя (S1)                                                     | 0            | 0              | Плани відхилені                                                   |
| A25              | Welser Autobahn                | Хайд interchange (A1)– Вельс interchange (A8)                                                                  | 20           | 12             | Відкритий                                                         |
| A26              | Linzer Autobahn                | Гуммельхоф перехрестя (A7) – Урфар перехрестя (A7)                                                             | 0            | 0              | Планується                                                        |
| Загальна довжина | Загальна довжина               | Загальна довжина                                                                                               | 1 720        | 1 070          |                                                                   |

## Правила дорожнього руху
На відміну від німецьких автобанів, на австрійських автобанах встановлено обмеження швидкості 130 км/год, хоча станом на 25 серпня 2018 р. Уряд FPÖ проводив випробування для можливого збільшення швидкості обмеження до 140 км/год на автобані A1. Вони можуть бути використані лише на транспортних засобах, які призначені для досягнення щонайменше 60 км/год. Хоча на автостраді заборонені добровільні зупинки, розвороти і назад.

## Швидкісні дороги

Знак Autostraße

Schnellstraßen (офіційно  Bundesstraßen S ) є федеральною швидкісною дорогою, що дуже схожа на автобани ( Autobahnen ); головна відмінність полягає в тому, що вони дешевше побудовані з меншою кількістю тунелів, в основному лише за даними топографії. Залежно від розширення дороги, вони або позначені як «Autobahn» або «Autostraße» відповідно до австрійських правил дорожнього руху. Обмеження швидкості на  Schnellstraßen  130 км/год, однак на деяких це 100 км/год, що позначається знаком. Поточна[коли?] система Schnellstraßen має загальну довжину 466 км.
Оскільки вони краще підходять до гірської топографії Австрії, «Schnellstraßen» часто слугує заміною автобану. Наприклад, головний зв'язок між західною землею Австрії Форарльберг і сусіднім Тіролем повністю забезпечується дорогою , включаючи тунель Arlberg, які були завершені у 1979 році.